# Briefmarken-Jahrgang 1960 der Deutschen Bundespost Berlin
Der Briefmarken-Jahrgang 1960 der Deutschen Bundespost Berlin umfasste sechs Sondermarken, Dauermarken wurden in diesem Jahr keine herausgegeben.
Der Nennwert der Marken betrug 1,17 DM; dazu kamen 0,38 DM als Zuschlag für wohltätige Zwecke.

## Liste der Ausgaben und Motive
Legende
- Bild: Eine bearbeitete Abbildung der genannten Marke. Das Verhältnis der Größe der Briefmarken zueinander ist in diesem Artikel annähernd maßstabsgerecht dargestellt. Sollten keine Marken abgebildet sein, liegt es daran, dass das Urheberrecht des Künstlers noch nicht erloschen ist.
- Beschreibung: Eine Kurzbeschreibung des Motivs und/oder des Ausgabegrundes. Bei ausgegebenen Serien oder Blocks werden die zusammengehörigen Beschreibungen mit einer Markierung versehen eingerückt.
- Wert: Der Frankaturwert der einzelnen Marke in Pfennig. Ein „+“ bedeutet, dass es sich um eine Zuschlagsmarke handelt (= Frankaturwert + Spende).
- Ausgabedatum: Das Datum des erstmaligen Verkaufs dieser Briefmarke.
- Gültig bis: Das Datum, an dem die Gültigkeit endete.
- Auflage: Soweit bekannt, wird hier die zum Verkauf angebotene Anzahl dieser Ausgabe angegeben.
- Entwurf: Soweit bekannt, wird hier angegeben, von wem der Entwurf dieser Marke stammt.
- Mi.-Nr.: Diese Briefmarke wird im Michel-Katalog unter der entsprechenden Nummer gelistet.

| Sondermarken | |                  |                       |                   |           |                 |         |
| Bild         | Beschreibung | Werte in Pfennig | Ausgabe- datum (1960) | gültig bis        | Auflage   | Entwurf         | Mi.-Nr. |
|              | 50. Todestag von Robert Koch (1843–1910) Mediziner und Mikrobiologe, der 1905 den Nobelpreis für Physiologie oder Medizin erhielt, neben einem Mikroskop | 20               | 27. Mai               | 31. Dezember 1961 | 5.000.000 | Rudolf Gerhardt | 191     |
|              | 2. Todestag von Walther Schreiber (1884–1958) Regierender Bürgermeister von Berlin von September 1953 bis Dezember 1954                                  | 20               | 30. Juni              | 31. Dezember 1961 | 2.750.000 | Ernst Finke     | 192     |
|              | Ferienplätze für Berliner Kinder durch das Hilfswerk Berlin - Junge am Fenster in einem Berliner Hinterhof                                               | 7+3              | 15. September         | 31. Dezember 1962 | 3.000.000 | Lothar Wüst     | 193     |
|              | - Mädchen im Straßenverkehr vor einem Doppeldeckerbus der Berliner Verkehrsbetriebe                                                                      | 10+5             | 15. September         | 31. Dezember 1962 | 3.000.000 | Lothar Wüst     | 194     |
|              | - Mädchen im Gebirge | 20+10            | 15. September         | 31. Dezember 1962 | 3.000.000 | Lothar Wüst     | 195     |
|              | - Junge am Meer | 40+20            | 15. September         | 31. Dezember 1962 | 2.000.000 | Lothar Wüst     | 196     |